# Stahe

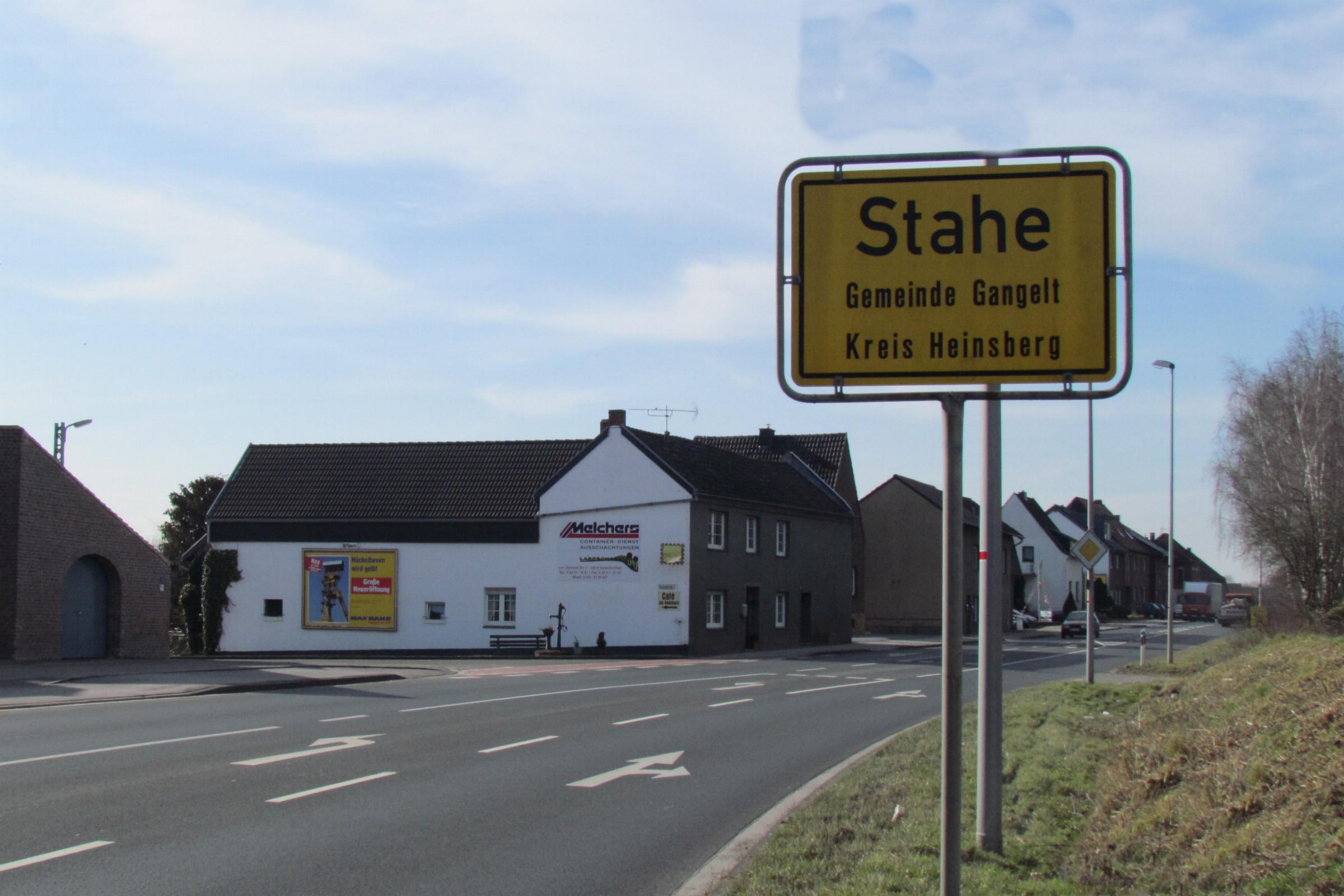
Ortseingang

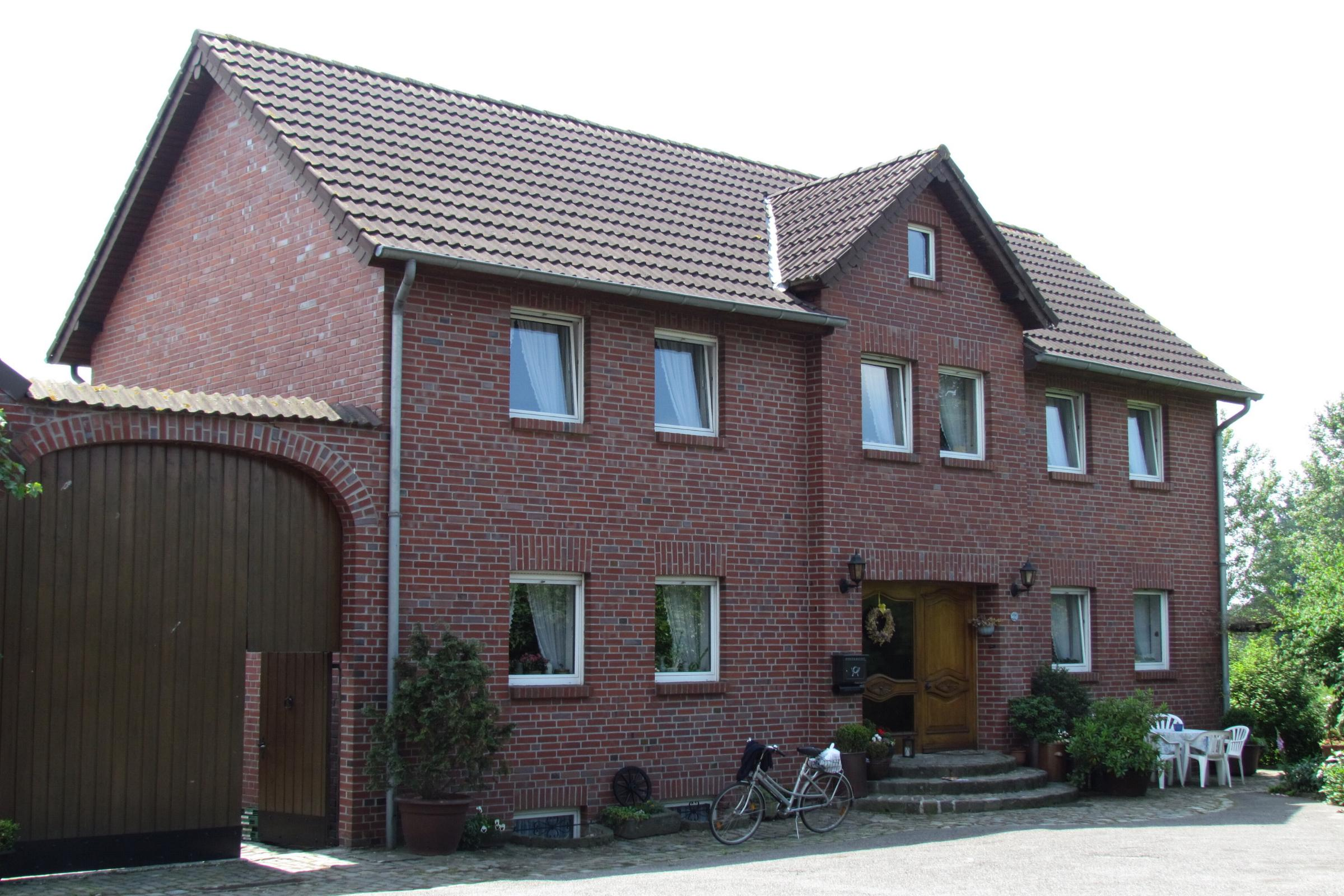
Platzmühle

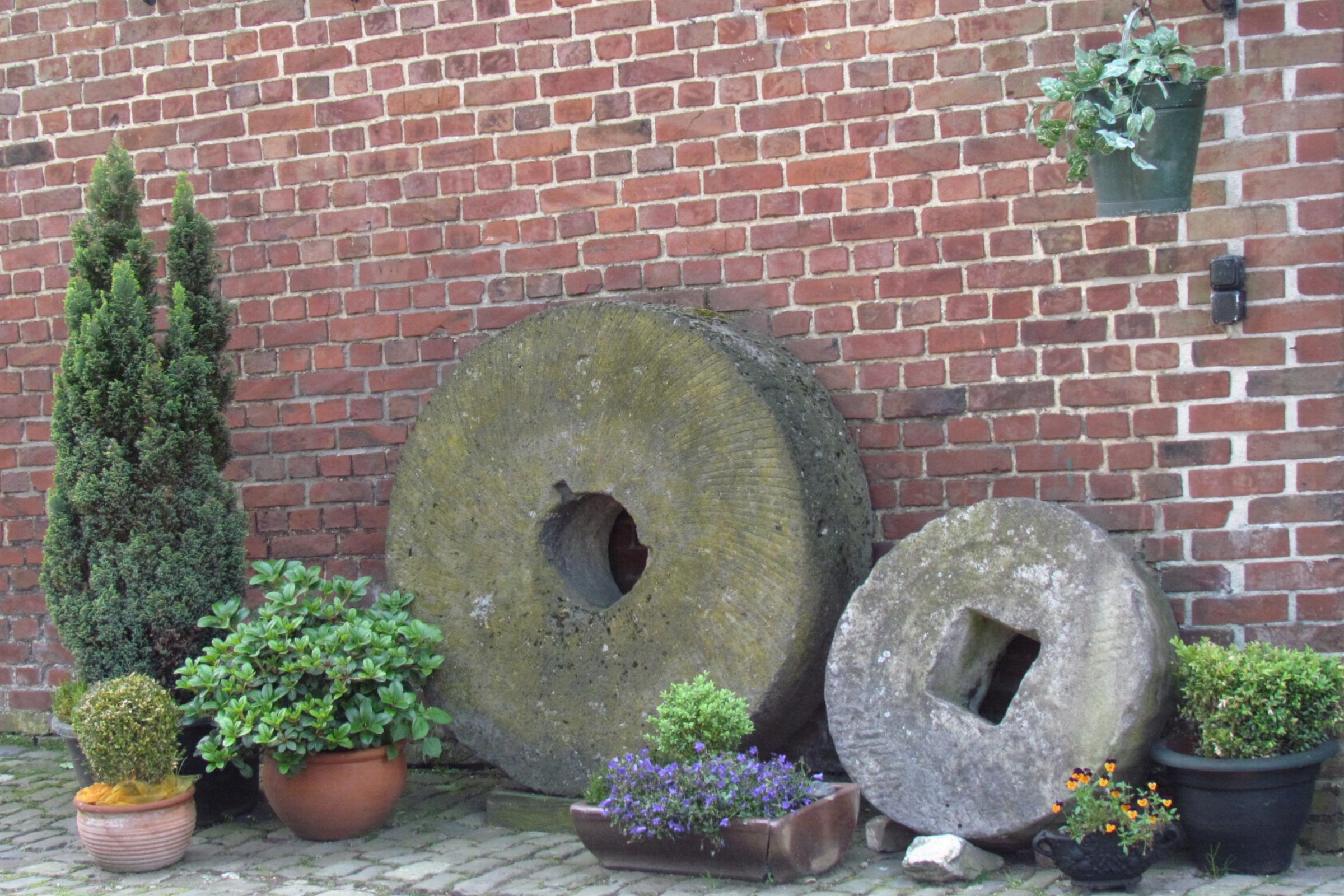
Erinnerungsstücke der Platzmühle

Stahe ist ein Ortsteil der Gemeinde Gangelt im Kreis Heinsberg in Nordrhein-Westfalen.

## Geographie

### Lage
Stahe liegt circa zwei Kilometer östlich von Gangelt. Bis zur Herabstufung zur L 47 führte die Bundesstraße 56 in Ost-West-Richtung durch das Gemeindegebiet.

### Gewässer
Bei Starkregen und bei Schneeschmelze fließt das Oberflächenwasser aus den Bereich Stahe in den Rodebach (GEWKZ 281822) und dann weiter in die Maas. Der Rodebach hat eine Länge von 28,918 km bei einem Gesamteinzugsgebiet von 173,385 km².

### Nachbarorte
| Vinteln        | Kreuzrath                                   | Birgden   |
| Gangelt        | Kompassrose, die auf Nachbargemeinden zeigt | Gillrath  |
| Schinveld (NL) | Niederbusch                                 | Nierstraß |

### Siedlungsform
Stahe ist eine Reihensiedlung, am Terrassenhang zum Rodebach, teilweise einseitig bebaut.

## Geschichte

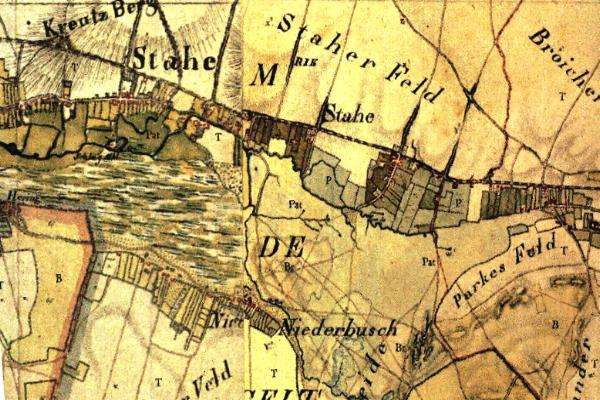
Stahe auf der Tranchotkarte 1803–1820

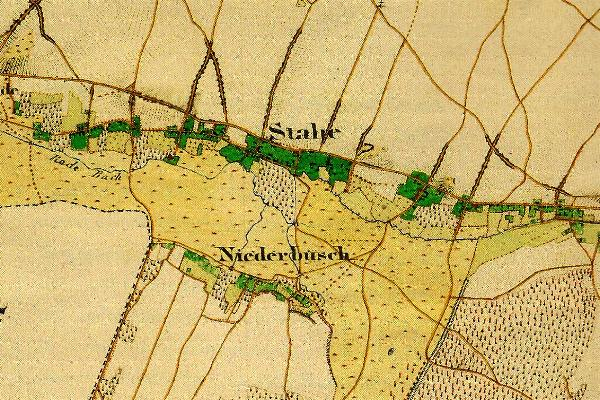
Stahe auf der Urkatasterkarte von 1846

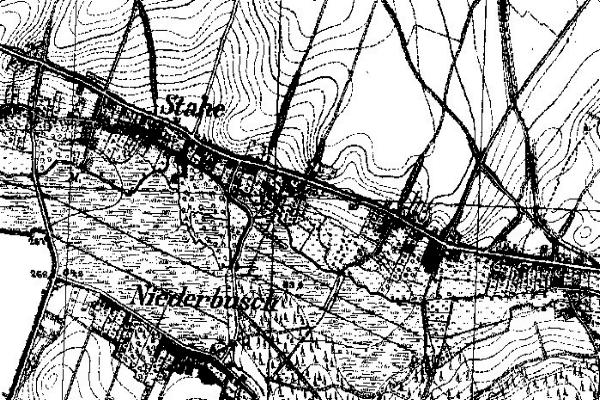
Stahe auf der Neuaufnahme von 1912

### Ortsname
- 1260 Stade
- 1499 Stae
- 1595 Sta
- 1666 Stahe

### Ortsgeschichte
Stahe gehörte früher zum Jülicher Amt Millen. Der Ort war 1343 dem Zinsbezirk Gangelt der Herrschaft Heinsberg zugeordnet. Stahe lag im Gerichtsbezirk Gangelt.
Stahe hatte 1828 insgesamt 468 Einwohner, 1852 waren es 499 Einwohner. Stahe bildete mit den Orten Gangelt, Hohenbusch, Kievelberg, Kreuzrath, Mindergangelt, Niederbusch und Vinteln die Gemeinde Gangelt. Mit dem Gesetz zur Neugliederung von Gemeinden des Selfkantkreises Geilenkirchen-Heinsberg vom 24. Juni 1969 konnte Stahe zum 1. Juli 1969 in der Gemeinde Gangelt verbleiben.

### Kirchengeschichte
Die Pfarre Hl. Dreifaltigkeit setzt sich aus den Orten Stahe, Niederbusch und Hohenbusch mit dem Katharinenhof zusammen. Die Bevölkerung besteht zum größten Teil aus Katholiken.
Stahe gehörte ursprünglich mit Niederstahe zur Pfarre Gangelt und Oberstahe zur Pfarre Gillrath. 1910 stifteten die Eheleute Johann Hochhausen und Agnes Linnards ein Baugrundstück für eine Kirche und ein Pfarrhaus in Niederstahe. Am letzten Sonntag vor Beginn des Ersten Weltkrieges konnte das Gotteshaus bezogen werden. Am 1. Juli 1927 wurde Stahe selbstständiges Rektorat mit eigener Vermögensverwaltung. Oberstahe kam von der Pfarre Gillrath zum neuen Rektorat. Am 14. Juni 1970 war die Pfarrerhebung.
Im Zuge der Pfarrgemeindereformen im Bistum Aachen wurde die Pfarre Hl. Dreifaltigkeit in die Weggemeinschaft der katholischen Pfarrgemeinden Gangelt eingegliedert.

### Schulwesen
- Volksschule Stahe, 1925: 3 Klassen, 3 Stufen, 2 Lehrerstellen 126 Kinder
- Volksschule Stahe, 1965: 4 Klassen, 4 Lehrerstellen, 132 Kinder

## Politik
Gemäß § 3 (1) d) der Hauptsatzung der Gemeinde Gangelt bilden die Orte Stahe, Niederbusch und Hohenbusch ein Gemeindebezirk. Der wird durch einen Ortsvorsteher im Gemeinderat der Gemeinde Gangelt vertreten. Ortsvorsteher des Gemeindebezirks ist seit 27. September 2016 Rainer Mansel.

## Infrastruktur
Die Dörfer Stahe, Niederbusch und Hohenbusch bilden eine Dreidörfergemeinschaft und nutzen die Strukturen und das Vereinswesen gemeinschaftlich.
- Im Februar 2013 lebten in Stahe 952 Personen.
- Es existieren mehrere landwirtschaftliche Betriebe mit Tierhaltung, mehrere Pferdehöfe, zwei Bauunternehmen, eine Firma für Stahlbau, eine Kfz-Werkstatt, eine Tankstelle, eine Gaststätte und ein Restaurant, ein Zeltverleiher, ein Handel für Kaminholz, ein Schornsteinfeger, ein Friseur, ein Versicherungsvertreter, ein Hundefrisör und mehrere Kleingewerbebetriebe.
- Ein Sportplatz in Stahe und Tennisplätze in Niederbusch stehen zur Verfügung.
- Der Ort hat Anschluss an das Radverkehrsnetz NRW.

## Sehenswürdigkeiten

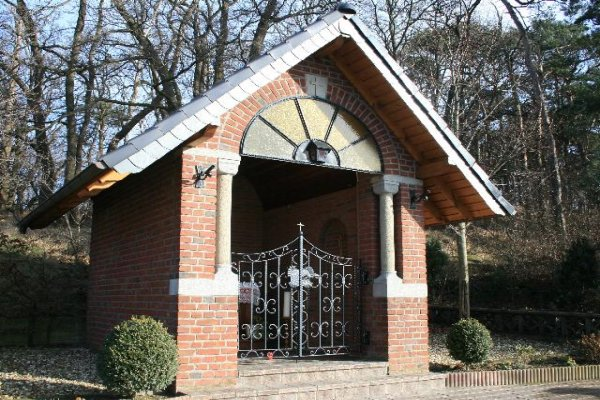
Kapelle an der Bundesstraße 56

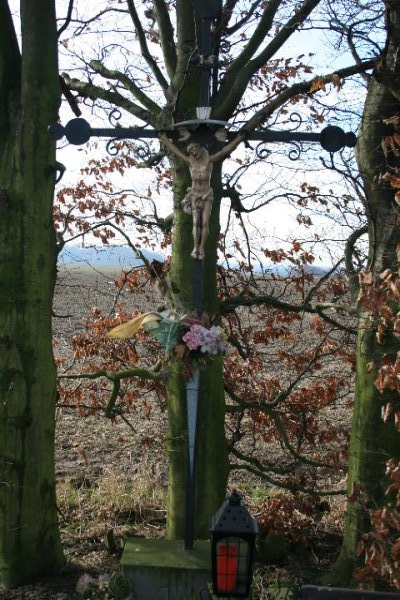
Wegekreuz in der Feldlage Stahe

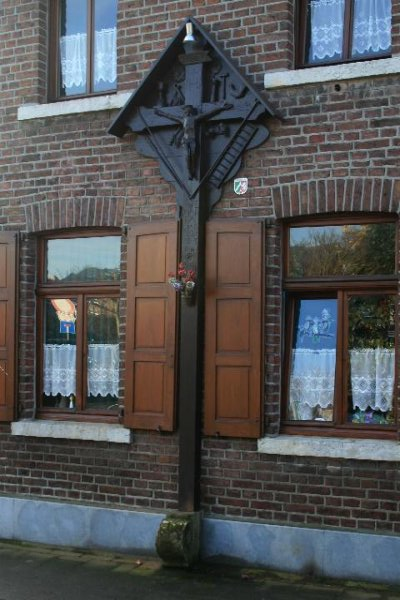
Gedenkkreuz

- Katholische Pfarrkirche Hl. Dreifaltigkeit als Denkmal Nr. 54
- Buntverglasung in der katholischen Pfarrkirche[7]
- Wegekapelle an der B 56 als Denkmal Nr. 55
- Wegekreuz nördlich der Ortslage als Denkmal Nr. 56
- Holzkreuz an der Rodebachstraße als Denkmal Nr. 57

## Vereine
- Dorfverein Stahe Niederbusch Hohenbusch
- Freiwillige Feuerwehr Gangelt, Löscheinheit Stahe-Niederbusch
- St. Josef Bruderschaft Stahe-Niederbusch-Hohenbusch e. V.
- Trommler- und Pfeifercorps Stahe-Niederbusch e. V.
- Instrumentalverein Stahe-Niederbusch e. V.
- Reit- und Fahrverein Rodebachtal und Umgebung e. V.
- Chorgemeinschaft Gangelt und Stahe e. V.
- Fußball-Club FC Concordia Stahe-Niederbusch e. V.
- Katholische Frauengemeinschaft Stahe-Niederbusch e. V.
- Tennisclub TAC Stahe-Niederbusch e. V.
- Taubenverein Stahe e. V.
- Sozialverband VdK Deutschland Gillrath betreut Stahe
- K.C. „Stöher Sankhase“ e. V.

## Regelmäßige Veranstaltungen
- Vogelschuss der Bruderschaft
- Patronatsfest und Kirmes in Stahe
- St. Martin-Umzug in Stahe

## Verkehr

### Autobahnanbindung
| BAB | Streckenabschnitt        | Anschlussstelle | Entfernung |
| --- | ------------------------ | --------------- | ---------- |
| A46 | Heinsberg – Düsseldorf   | AS Heinsberg    | 10 km      |
| A44 | Aachen – Mönchengladbach | AS Aldenhoven   | 25 km      |
| A4  | Aachen – Köln            | AS Weisweiler   | 35 km      |

### Bahnanbindung
Ab Bahnhof Geilenkirchen (ca. 10 km Entfernung)
| Linie | Linienbezeichnung | Linienverlauf                              |
| ----- | ----------------- | ------------------------------------------ |
| RE 4  | Wupper-Express    | Aachen–Mönchengladbach–Düsseldorf–Dortmund |
| RB 33 | Rhein-Niers-Bahn  | Aachen–Mönchengladbach–Krefeld–Duisburg    |

### Busanbindung
Die AVV-Linien 423, 435, 437 und SB3 der WestVerkehr verbinden Stahe mit Gangelt, Geilenkirchen und Sittard. 
Zudem verkehrt der Multi-Bus seit dem 9. Juni 2024 kreisweit erweitert und zu einheitlichen Bedienzeiten. Mehr Informationen gibt es bei West-Verkehr.
| Linie | Verlauf |
| ----- | --- |
| 423   | (Stahe – Niederbusch) / (Kreuzrath – Birgden – Schierwaldenrath – Langbroich) – Birgden Schule oder Breberen Grundschule – (Schümm ←) Kievelberg – Hastenrath – Gangelt – Mindergangelt – Gangelt Bf – Vinteln – Langbroich |
| 435   | Geilenkirchen Bf – Bauchem – Gillrath – Stahe – Birgden – Kreuzrath – Gangelt – Süsterseel – Hillensberg – Wehr – Tüddern – Höngen                                                                                          |
| 437   | Geilenkirchen Bf – Bauchem – Niederheid – Hatterath – Gillrath – Stahe – Niederbusch – Gangelt – Hastenrath – Kleinwehrhagen – Großwehrhagen – Höngen                                                                       |
| SB3   | Schnellbus: Geilenkirchen Bf – Bauchem – Gillrath – Stahe – Gangelt – Süsterseel – Höngen – Tüddern – Sittard Stadhuis – Sittard Bf                                                                                         |

## Straßennamen
Am Taubenberg, Am Kreuzberg, Am Wasberg, An der Venn, Frankenstraße, Gebrannte Straße, Im Kamp, Kirchweg, Kruppstraße, Mühlenweg, Niederbuscher Weg, Ringstraße, Rodebachstraße, Zum Wirtsberg, Zur Platzmühle